# Lellingeria suprasculpta
Lellingeria suprasculpta är en stensöteväxtart som först beskrevs av Christ, och fick sitt nu gällande namn av Alan Reid Smith och R. C. Moran. Lellingeria suprasculpta ingår i släktet Lellingeria och familjen Polypodiaceae. Inga underarter finns listade.